# Charles de Gaulle (Politiker, 1948)

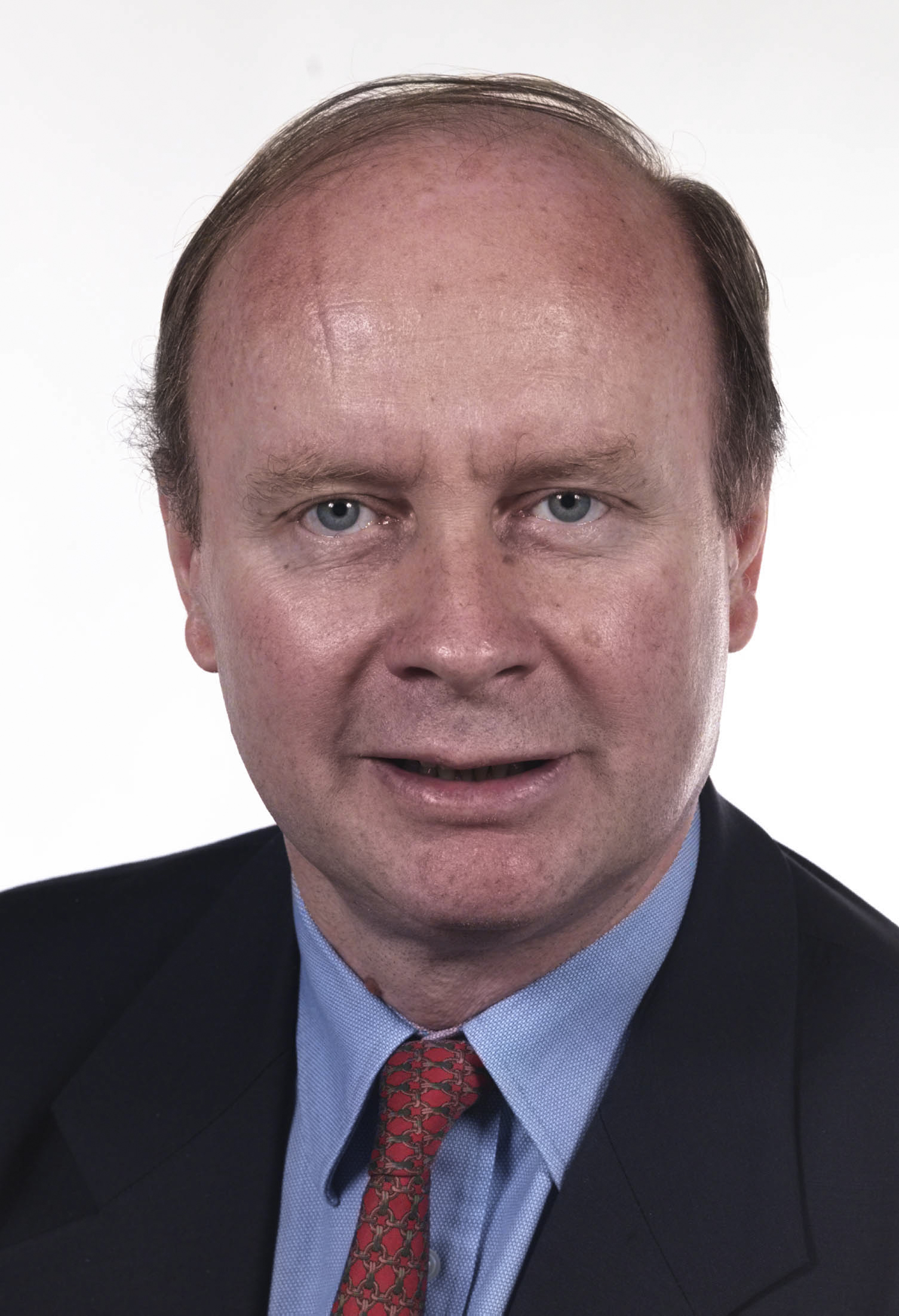
Charles de Gaulle, 1999

Charles de Gaulle (* 25. September 1948 in Dijon) ist ein französischer Rechtsanwalt und Politiker (UDF, MPF, FN). Er war von 1993 bis 2004 Mitglied des Europäischen Parlaments.

## Leben
Er ist ein Enkel des einstigen Staatspräsidenten und Generals Charles de Gaulle. Seine Eltern sind der Admiral und ehemalige Senator der RPR Philippe de Gaulle und Henriette de Montalemberts. Sein jüngerer Bruder Jean de Gaulle ist ebenfalls Politiker.
Zunächst ab 1971 in der Pariser Anwaltskammer aktiv, begann er in den 1980er Jahren, sich in der französischen Politik zu engagieren, anders als sein Vater und Bruder jedoch nicht bei der gaullistischen RPR, sondern bei der Union pour la démocratie française (UDF). Zwischen 1986 und 1992 war er für diese Regionalratsabgeordneter in der Region Nord-Pas-de-Calais. Von 1989 bis 1990 war er erster Stellvertreter des Bürgermeisters der Stadt Rueil-Malmaison im Département Hauts-de-Seine (Île-de-France). Außerdem war er 1989 Kandidat der UDF/RPR-Liste von Valéry Giscard d’Estaing für die Europawahl. Durch den Rücktritt eines Abgeordneten rückte er 1993 in das Europäische Parlament nach. Dort schloss er sich zunächst der Liberalen und Demokratischen Fraktion an. De Gaulle war von 1993 bis 1999 Mitglied des Ausschusses für Energie, Forschung und Technologie, 1993–94 auch dessen stellvertretender Vorsitzender, sowie Delegierter für die Beziehungen zu Japan.
Bei der Europawahl 1994 wurde er auf der EU-skeptischen Liste Majorité pour l’autre Europe von Philippe de Villiers gewählt, aus der später das Mouvement pour la France (MPF) hervorging. Diese Partei war insbesondere gegen die Einführung des Euro und gegen ein föderalistisches Europa, welches, nach ihren Vorstellungen, von der Kommission gesteuert wäre. De Gaulle saß in dieser Legislaturperiode in der Fraktion Europa der Nationen.
Von 1998 an näherte sich de Gaulle immer mehr dem Front National an. So stimmte er gegen die Aufhebung der Immunität von Jean-Marie Le Pen als Europaparlamentarier. 1999 stellte er sich auf Europaebene erneut zur Wahl, diesmal auf der Liste des FN, und wurde wiedergewählt. Anschließend saß er in der Technischen Fraktion der Unabhängigen Abgeordneten, deren Ko-Vorsitzender er von 1999 bis 2001 war. Zudem gehörte er dem Ausschuss für Wirtschaft und Währung an. Bei den Pariser Kommunalwahlen 2001 kandidierte er ebenfalls auf der FN-Liste. 2004 wurde er nicht wiedergewählt und zog sich aus der Politik zurück.